# Josef Vašíček (fotbalista)
Josef Vašíček (4. ledna 1912 – ?) byl český fotbalový brankář.

## Hráčská kariéra
V československé lize chytal za Moravskou Slaviu Brno.

### Prvoligová bilance
| Ročník             | Zápasy | Góly | Minuty | Nuly | Klub                    |
| ------------------ | ------ | ---- | ------ | ---- | ----------------------- |
| I. liga 1936/37    | 3      | 0    | 270    | 0    | SK Moravská Slavia Brno |
| CELKEM I. ČS. LIGA | 3      | 0    | 270    | 0    |                         |